# Alejandro Martín Navarro
Alejandro Martín Navarro es un poeta y filósofo español nacido en Sevilla el 24 de noviembre del año 1978. 

## Biografía
Doctor en Filosofía por la Universidad de Sevilla con una tesis sobre Novalis y el romanticismo alemán, dirigida por Javier Hernández-Pacheco Sanz, con la que obtuvo el Premio Extraordinario de Doctorado, es también Licenciado en Antropología Social y Cultural por la Universidad Complutense de Madrid. Ha investigado en la Universidad de Viena en el programa MAE-AECI, y actualmente trabaja como profesor en la Facultad de Filosofía en la Universidad de Sevilla, traductor y crítico literario. Colaborador habitual del Circuito Literario Andaluz y del Seminario de las Tres Culturas, ha escrito numerosos artículos de opinión sobre política, cultura y sociedad para el diario SevillaReport y es miembro de los Consejos Editoriales de las revistas Númenor y Themata.

## Obra
Martín Navarro es autor de cuatro poemarios: Vasos de barro, por el que recibió el Premio Internacional de Poesía Luis Cernuda en 2000; Aquel lugar, que le valió el Premio Internacional de Poesía Miguel Hernández en 2006; La fiesta de los vivos, galardonada con el Premio Ciudad de Salamanca en 2013; y El oro y la risa, que obtuvo el Premio Internacional Jorge Manrique de Poesía en 2018. También ha ganado el X Premio Carmen Merchán de Poesía por un poema titulado "Regreso del hijo pródigo (Rembrandt)", así como el segundo premio de la X Edición de los Premios Literarios "Sancho Panza" por el poema "Retorno", ambos en el año 2012.
Su obra poética, que ha sido incluida en varias antologías, se inicia en el oficio de los poetas de la experiencia, al igual que otros autores de su generación, como Jesús Beades, y se desarrolla en la dirección de un simbolismo de corte romántico que, con todo, no renuncia a la línea clara, la intertextualidad, y el discurso en primera persona, recursos que revelan influencias de Miguel D´Ors, José Julio Cabanillas, Eloy Sánchez Rosillo, entre otros. García Martín ha situado la obra de Martín Navarro en la poética "de corte simbolista en que se inscribe buena parte de la mejor poesía contemporánea", y ha señalado el acercamiento que se da en la poesía de Martín Navarro a la trascendencia, acercamiento que "no consiste en un cómodo formulario de soluciones para la incertidumbre de este perpetuo caminar", pues su obra poética se separa de toda concepción de la poesía entendida como vehículo de contenidos ideológicos. Por su parte, Jesús Beades ha encontrado en "la conciencia del retorno al origen" uno de los motivos fundamentales de la poesía del autor, del mismo modo que Eduardo Merino señala que "hay en casi toda la poesía de Alejandro Martín una obsesión por el regreso", de tal manera que toda la obra poética del autor giraría en torno a ese movimiento originario de traslación a la esencia no corrupta del tiempo.
Como filósofo, es autor de La nostalgia del pensar. Novalis y los orígenes del romanticismo alemán, una introducción al pensamiento de Novalis a través de su vinculación con la obra de Kant, Schiller y la utopía estético-teológica del romanticismo temprano. También ha publicado La visión y la idea. Origen y derivas de la paideia romántica, obra por la que obtuvo el Primer Premio Avarigani de Investigación Filosófica, y en la que el autor aborda un análisis de la existencia cultural contemporánea a la luz del despliegue histórico de ciertas ideas básicas del romanticismo alemán. Resumiendo el modo como Alejandro Martín analiza esta deriva contemporánea de ciertos tópicos románticos, Luis Fernando Moreno Claros explica que "la sociedad avanzada sacraliza la imagen publicitaria, vende absolutos, soporta una religión que adopta absurdas fórmulas pop, y se desvincula del misterio y la trascendencia; edulcorada e infantilizada, es una Matrix virtual que mantiene a sus retoños en la inconsciencia, promete y decepciona".
En sus traducciones ha dedicado especial atención a textos filosóficos alemanes, sobre todo los relacionados con el romanticismo alemán y con la reflexión estética. Así, ha traducido, entre otras obras, las Canciones espirituales de Novalis, editadas con prólogo y notas, en versión bilingüe (Sevilla, Renacimiento, 2006), Contra Klimt de Hermann Bahr (Madrid, Editorial de Arte y Ciencia, 2006), Bajo sospecha. Una fenomenología de los medios de Boris Groys (Valencia, Pre-Textos, 2008), Ideas de Friedrich Schlegel, con las anotaciones de Novalis, obra que Manuel Gregorio ha explicado como el inicio de un tipo de "saber compartimentado del XVIII, un saber aproximativo, fluctuante, en cierto modo poético, y en cualquier caso, inagotable".

## Publicaciones
Poesía
- Vasos de barro, Sevilla, Editorial Compás, 2002. ISBN 84-95020-70-X.
- Aquel lugar, Madrid, Hiperión, 2006. ISBN 84-7517-876-6.
- La fiesta de los vivos, Madrid, Reino de Cordelia, 2013. ISBN 978-84-15973-20-1.
- El oro y la risa, Palencia, Cálamo, 2018. ISBN 978-84-16742-14-1.

Filosofía
- La nostalgia del pensar. Novalis y los orígenes del romanticismo alemán, Madrid-Sevilla, Thémata – Plaza y Valdés, 2010. ISBN 978-84-96780-61-3.
- La visión y la idea. Origen y derivas de la paideia romántica, Madrid, Editorial Avarigani, 2011, ISBN 978-84-93913-04-5.

Traducciones
- Novalis, Canciones espirituales, Sevilla, Renacimiento, 2005. ISBN 978-84-8472-148-2.
- Bahr, Herman, Contra Klimt, Madrid, Fundación Juan March, 2006. ISBN 84-7075-538-2.
- Schleyer, Felix, Diplomático en el Madrid rojo, Sevilla, Espuela de Plata, 2008. ISBN 978-84-96956-13-1.
- Groys, Boris, Bajo sospecha. Una fenomenología de los medios, Valencia, Pre-Textos, 2008. ISBN 978-84-8191-895-3.
- Friedrich Schlegel, Ideas (con las anotaciones de Novalis), Valencia, Pre-Textos, 2010. ISBN 978-84-92913-78-7.

Artículos
- “Notas sobre poesía y pintura”, en Númenor: revista de literatura y pensamiento, n.º 14, Sevilla, Ediciones FUNDECA, 2001, pp. 42-44. ISSN 1130-5746.
- “El bronce o la memoria. La poesía de José Pérez Olivares”, en Númenor: revista de literatura y pensamiento, n.º 15/16, Sevilla, Ediciones FUNDECA, 2003, pp. 68-69. ISSN 1130-5746.
- “Poesía y religión en Friedrich von Hardenberg, Novalis”, en Númenor: revista de literatura y pensamiento, n.º 15/16, Sevilla, Ediciones FUNDECA, 2003, pp. 51-58. ISSN 1130-5746.
- “Rainer Maria Rilke. Adviento y otros poemas”, en Númenor: revista de literatura y pensamiento, n.º 17/18, Sevilla, Ediciones FUNDECA, 2005, pp. 43-49. ISSN 1130-5746.
- “Europa después de la Cristiandad”, en Númenor: revista de literatura y pensamiento, n.º 19, Sevilla, Ediciones FUNDECA, 2008, pp. 36-44. ISSN 1130-5746.
- “La Cristiandad insatisfecha. Novalis y las heterodoxias religiosas del siglo XVIII”, en Estudios filosóficos, Valladolid, Editorial San Esteban, Año 2009, LVIII, n.º 169, pp. 483-500. ISSN 0210-6086.
- “La subjetividad extravagante (a propósito del juicio de Hegel sobre Novalis)”, en Anales del Seminario de Historia de la Filosofía, Madrid, Año 2009, Vol. 26, pp. 169-184. ISSN 0211-2337.
- “Hacer visible lo invisible. Una aproximación al concepto schilleriano de libertad al hilo de su escrito Sobre lo patético”, en Estudios Filológicos Alemanes, Sevilla, Año 2009, Vol. 19, pp. 213-226. ISSN 1578-9438.
- “Derivas de la conciencia religiosa entre el romanticismo y Hegel”, en Actas del Congreso Internacional “Yo y tiempo. La antropología filosófica de Hegel”, Universidad de Málaga. ISBN 978-84-692-9973-9.

Reseñas
- “Pedro Laín Entralgo: Idea del hombre”, en Estudios Bibliográficos de Filosofía, Universidad de Sevilla, 1996, pp. 40-42. ISSN 0213-4624.
- “Hasta donde llega la poesía”, en Renacimiento, Sevilla, 2001. ISSN 0214-4050.
- “Ian Chambers: La cultura después del humanismo”, en Thémata: Journal of Philosophy, n.º 38, Universidad de Sevilla, 2007, pp. 345-347. OCLC 889665029.
- “Peter Sloterdijk, Walter Kasper: El retorno de la religión. Una conversación”, en Thémata: Journal of Philosophy, n.º 41, Universidad de Sevilla, 2009, pp. 645-646. OCLC 889665029.
- “Gianni Vattimo: Ecce comu. Cómo se llega a ser lo que se era”, en: Thémata: Journal of Philosophy, n.º 42, Universidad de Sevilla, 2009. OCLC 889665029.

Contribuciones a libros
- Prólogo a Clara contraseña de Pablo Moreno Prieto, Sevilla, Ediciones Númenor, 2003, pp. 7-9. ISBN 84-931750-5-6.
- Prólogo a Antígona de Sófocles, Sevilla, Ediciones Fundación de Cultura Andaluza, 2003, pp. 9-13. ISBN 84-931750-5-6.
- “¿Qué es el romanticismo?”, Introducción y antología de autores románticos alemanes para: Romanticismo español (Antología poética y cuatro leyendas de Béquer), Sevilla, Ediciones Fundación de Cultura Andaluza, 2007, ISBN 978-84-935855-5-6.
- “Fontán del Junco, M., Hollein, M.: Presentación”, en: La Ilustración total. Arte conceptual de Moscú 1960-1990, Madrid, Fundación Juan March y Schirn Kunsthalle, Hatje Cantz Verlag, Ostfildern, 2008, pp. 7-11. ISBN 978-84-7075-556-9.
- “Groys, B.: Arte conceptual del comunismo”, en: La Ilustración total. Arte conceptual de Moscú 1960-1990, Madrid, Fundación Juan March y Schirn Kunsthalle, Hatje Cantz Verlag, Ostfildern, 2008, pp. 18-25. ISBN 978-84-7075-556-9.
- “Weinhart, M.: Comprensible incomprensibilidad”, en: La Ilustración total. Arte conceptual de Moscú 1960-1990, Madrid, Fundación Juan March y Schirn Kunsthalle, Hatje Cantz Verlag, Ostfildern, 2008, pp. 62-67. ISBN 978-84-7075-556-9.
- “Zwirner, D.: Alianzas omniliterarias”, en: La Ilustración total. Arte conceptual de Moscú 1960-1990, Madrid, Fundación Juan March y Schirn Kunsthalle, Hatje Cantz Verlag, Ostfildern, 2008, pp. 76-83. ISBN 978-84-7075-556-9.
- “Christina Grummt: Introducción”, en: Caspar David Friedrich: arte de dibujar, Madrid, Fundación Juan March, 2009, ISBN 978-84-7075-566-8, pp. 8-9.
- “Helmut Börsch-Supan: Tranformaciones en la obra pictórica de C. D. Friedrich”, en: Caspar David Friedrich: arte de dibujar, Madrid, Fundación Juan March, 2009, ISBN 978-84-7075-566-8, pp. 11-19.
- “Werner Busch: Anotaciones en los dibujos de C. D. Friedrich”, en: Caspar David Friedrich: arte de dibujar, Madrid, Fundación Juan March, 2009, ISBN 978-84-7075-566-8, pp. 21-29.
- “Christina Grummt: Dos páginas de cuadernos de dibujos: nuevos descubrimientos en la investigación sobre C. D. Friedrich”, en: Caspar David Friedrich: arte de dibujar, Madrid, Fundación Juan March, 2009, ISBN 978-84-7075-566-8, pp. 151-157.
- “Derivas de la conciencia religiosa entre el romanticismo y Hegel”, en: Contrastes. Suplemento, N.º 15, 2, 2010, ISSN 1136-9922, pp. 391-398.

Antologías
- La búsqueda y la espera, Sevilla, Editorial Kronos, 2001, con prólogo de Fernando Ortiz, pp. 15-28. ISBN 84-86273-29-3.
- A un poeta futuro, Sevilla, Compás, 2003, con introducción de Jacobo Cortines y Juan Lamillar, pp. 295-312. ISBN 84-96098-14-1.
- Alzar el vuelo. Antología de la joven poesía sevillana, Sevilla, César Sastre Editor, 2006, pp. 235-253. ISBN 84-609-9928-9.

Bibliografía
- Ortiz, Fernando, "El quinteto poético de Númenor", Diario de Sevilla, 17 de noviembre de 2000, p. 56.
- Robles, Francisco, "La búsqueda y la espera", El Mundo, 22 de febrero de 2002, p. 38.
- Rondón, José María, "La última disidencia de la poesía sevillana", El Mundo, 30 de noviembre de 2002, p. 7.
- Fernández, Blas, "Arana, Moreno y Martín, tres novísimos en Númenor", Diario de Sevilla, 30 de noviembre de 2002, p. 53.
- Caro, Francisco, "Noticia de Alejandro Martín, poeta", Lanza, 21 (año LXIV), p. 2.
- García Martín, José Luis, "Cotidianidad y milagro", ABCD, 5 de enero de 2007, p. 18.